# Kul til Ensted
Kul til Ensted er en dansk virksomhedsfilm, der er produceret af Elsam.

## Handling
Enstedværket har siden 1979 ligget ved bunden af Aabenraa Fjord uden for Aabenraa.